# Coleophora arefactella
Coleophora arefactella é uma espécie de mariposa do gênero Coleophora pertencente à família Coleophoridae.